# Everything Is 4
Everything Is 4 is het derde studioalbum van Jason Derülo. De aankondiging van het album was in januari 2015. In maart volgde de eerste single: Want to Want Me. Aan het album werd acht maanden gewerkt en het bevat liedjes met onder andere Keith Urban, Jennifer Lopez, Stevie Wonder,  k.Michelle en MegHan Trainor. Het album is beïnvloed door de popgeluiden van de jaren 80.
De cover van het album werd bekendgemaakt op de Facebookpagina van The Ellen DeGeneres Show.

## Achtergrond
- Broke werd aangekondigd op Instagram, Derulo vermeldde dat hij een lied ging opnemen met een echt icoon, Stevie Wonder.
- Want To Want Me was de eerste single van het album en werd geïnspireerd door zijn ex Jordin Sparks.
- Get Ugly debuteerde op YouTube op 7 april 2015 als tweede track van het album. Het is de "opvolger" van Talk Dirty en Wiggle qua genre.
- Cheyenne werd voorgesteld op 28 april 2015 op YouTube. Na enkele uren werd de eerste versie verwijderd en werd een nieuwe versie geüpload. Het verschil tussen de versie is dat Darling in de tekst vervangen is door Baby. Ook is het verloop van het lied en de intro licht aangepast.

## Inhoud
1. Want To Want Me
2. Cheyenne
3. Get Ugly
4. Pull Up
5. Love Like That
6. Painkiller
7. Broke (ft. Stevie Wonder)
8. Try Me
9. Love Me Down
10. Trade Hearts
11. X2CU